# Rudoltice (zámek)
Nový zámek u Rudoltic je částečně zaniklý zámek mezi Rudolticemi a Lanškrounem v okrese Ústí nad Orlicí v Pardubickém kraji. Byl založen koncem sedmnáctého století Lichtenštejny jako vrchnostenské sídlo jejich lanškrounského panství. Krátce po dokončení zámek vyhořel. I přes dílčí opravy už nebyl zcela obnoven, a mezi lety 1756–1780 byl z větší části zbořen. Dochovalo se jen torzo v podobě třípatrové věže, které je chráněno jako kulturní památka.

## Historie
Nový zámek u Rudoltic založil na konci sedmnáctého století Jan Adam I. z Lichtenštejna. Na autorství projektu se podílel italský architekt Domenico Martinelli. Stavba probíhala v letech 1699–1712 a vedli ji Antonio Salla a Giovanni de Gabrieli. Z řemeslníků se dochovaly záznamy o tesaři Lorenzu Kaplanovi z Lanškrouna a kameníku Václavu Roederovi z Olomouce. V roce 1714 zámek vyhořel, ale během následujících let byl částečně opraven. Nový krov byl dokončen roku 1717.

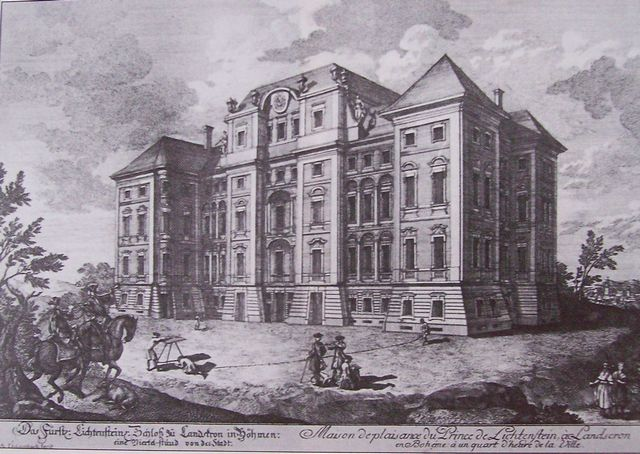
Dobová rytina zámku od Johanna Adama Delsenbacha

Po otcově smrti lanškrounské panství zdědil Jan Nepomuk Karel z Lichtenštejna, ale v době jeho nezletilosti majetek spravoval jeho příbuzný Josef Václav z Lichtenštejna, který v roce 1733 pověřil dohledem nad opravami architekta Antona Erharda Martinelliho. Roku 1756 však dal pokyn ke zbourání zámku. Většina budovy, s výjimkou jednoho křídla, pak do roku 1780 zanikla.
V roce 1802 (1801) bylo torzo zámku upraveno na hostinec a sklepy využíval vrchnostenský pivovar v Lanškrouně. V roce 1945 byla budova Lichtenštejnům zabavena a upravena na zemědělskou usedlost. V roce 1969 se zámek stal majetkem lanškrounského městského národního výboru, který pro něj neměl využití. Oprava zchátralé budovy začala v roce 2006 a následujícího roku byl zámek zpřístupněn veřejnosti.

## Stavební podoba
Původní zámek tvořila třípatrová budova s půdorysem písmene H. Obklopoval ji park vykácený v roce 1848. Po demolici zůstala stát třípatrová věž se zaobleným jihozápadním nárožím. V jednotlivých patrech, vzájemně spojených točitým schodištěm, se nachází vždy dvojice místností.